# バッファインデックス
バッファインデックス（Buffer Index）とは、列車遅延の「質」を表す評価指標。東京地下鉄社員で鉄道ダイヤ作成者（スジ屋）であった牛田貢平によって考案された。

## 概要
従来、列車遅延は「遅延時間」によって把握することが主流であった。だが、例えば同じ30秒の遅れであっても、朝ラッシュ時と閑散時では、その数字が示す意味は大きく異なる。それは、その遅延が後続列車に波及するか否かにより、影響の度合いが異なるからである。そこで牛田は、「列車の遅延量」と、信号設備のスペックやダイヤ上の運転間隔から算出される「列車可間隔の余裕（＝遅延の緩衝地帯）」の関係を指標化し、この指標を最適化することで、遅れに強い列車ダイヤを設定する方法を編み出した。この指標がバッファインデックスである。
例えば、01という列車と03という列車の間に存在する「列車間隔の余裕」が5秒の場合、この5秒は先行する01列車の遅れが5秒までなら、後続の03列車に停止信号を示すことはない。云わば、01列車が持っている03列車に対する「遅延の緩衝地帯」となる。この関係に目を付けた牛田は、次のような式によって遅延の「質」を数値化できると考えた。
（01列車で発生した遅延量）／（列車間隔の余裕）＝01列車の遅延の質（Buffer Index）
列車間隔の余裕が5秒の所で生じる遅延をバッファインデックスによって表すと、次のようになる。
・（遅延量が4秒）／（列車間隔の余裕が5秒）＝バッファインデックスは0.8　　　後続列車に遅れが伝播しない遅延
・（遅延量が8秒）／（列車間隔の余裕が5秒）＝バッファインデックスは1.6　　　後続列車に遅れが伝播する遅延
以上のことから、「当該列車の遅延量>列車間隔の余裕」の関係、すなわちバッファインデックスが「1」を超える場合は、後続列車に伝播する「質の悪い遅延」と定義している。
また、「質の悪い遅延」を無くすためには、バッファインデックスが全ての列車で「1以下」になるダイヤを設定すれば、理論上は伝播する遅延は無くなり、遅れに強いダイヤ（頑健性の高いダイヤ）の構築が可能になるとされている。

## バッファインデックスの導入例と効果
牛田はこの理論に基づき、実際に東京メトロの2つの路線のダイヤを手掛けている。
最初に導入したのは、2006年9月の南北線である。これは、都営三田線と合流する白金高輪駅で発生する輻輳を回避し、遅延の爆発的な拡大の解消を目指して試験的に導入したものである。この結果、朝ラッシュ時間帯の南北線の最大遅延時間は、ダイヤ改正前の平均4分41秒から、ダイヤ改正後は平均3分20秒と29%改善された。
この結果を受け、バッファインデックスを本格的に導入したのが、当時、「混雑」「遅延」という2つの課題を抱えていた東西線である。牛田は2008年3月と2009年3月の二度にわたり、バッファインデックスに基づきダイヤを修正した結果、朝ラッシュ時間帯の最大遅延時間をダイヤ改正前の平均6分35秒から、ダイヤ改正後は平均3分42秒と44%改善することに成功した。特に西船橋方面行きの遅延は49%減と、ほぼ半減している。また、慢性的な遅延に対する苦情を1/10以下に激減させた。
以上のことは、頑健性の高いダイヤを構築する上で、バッファインデックスの有効性が実証される結果となった。